# دانشگاه پلی تکنیک توکیو
دانشگاه پلی تکنیک توکیو (به لاتین: Tokyo Polytechnic University) یک دانشگاه در ژاپن است که در توکیو واقع شده‌است.